# Yalı di Sadullah Pascià
Lo Yalı di Sadullah Pascià è un edificio situato sul Bosforo, nella mahalle di Çengelköy, nel distretto di Scutari, nella provincia di Istanbul. È uno dei classici palazzi in legno del Bosforo del periodo ottomano.

## Storia
È stato costruito secondo l'architettura tradizionale dei palazzi ottomani, con una sala ovale al centro che conduce a otto piccole stanze. Fu acquistato dal Gran Visir Koca Yusuf Pasha. Alla morte della moglie di Yusuf Pascià, Hanife Hanım, passò alla figlia Emîne Hanım e da questa al figlio Hamdî Pascià, che lo vendette a Es'ad Muhlis Pascià, padre di Sâdullâh Pascià. Il palazzo è protetto dalla fondazione Tek-Esin, fondata da Emel Esin, lontano parente di Sadullah Pascià.